# کلنهوزن
کلنهوزن (به آلمانی: Kellenhusen) یک شهر در آلمان است که در استهلشتاین واقع شده‌است. کلنهوزن ۱٬۱۰۰ نفر جمعیت دارد.